# SHACAL
SHACAL — в криптографии симметричный блочный криптоалгоритм, разработанный для участия в конкурсе NESSIE группой авторов из компании Gemplus во главе с Хеленой Хандшух и Давидом Наккашем. Существует два варианта алгоритма — SHACAL-1 и SHACAL-2, который и стал одним из 17 финалистов NESSIE.

## SHACAL-1
Алгоритм SHACAL существенно отличается от многих других алгоритмов. Он основан на функции компрессии хеш-алгоритма SHA-1, что возможно благодаря обратимости раундовой функции данного хеш-алгоритма, при условии что её внутреннее состояние известно. В данном случае ключ используется как подвергающиеся трансформации данные, а открытый текст подается как внутреннее состояние хеш-функции. Всего выполняется 80 раундов преобразования.
Особенностью алгоритма является его простое ключевое расписание — ключ короче 512 бит дополняется до полного размера нулевыми битами. Ключи короче 128 бит не применяются. 512-битный исходный ключ шифрования делится на 16 фрагментов по 32 бита K0…K15. Остальные фрагменты расширенного ключа K16…K79 вычисляются из первых 16 фрагментов по формуле:
{\displaystyle K_{i}=(K_{i-3}\oplus K_{i-8}\oplus K_{i-14}\oplus K_{i-16})<<1}.
Данная особенность стала преградой для избрания алгоритма в качестве финалиста NESSIE, так как возникли сомнения в её криптостойкости.
Размер блока равен размеру внутреннего состояния и хеша хеш-функции SHA1 — 160 бит. Блок обрабатывается как пять 32-битных подблоков: {\displaystyle A,B,C,D,E}. Шифротекстом является конкатенация данных из переменных {\displaystyle A_{80},B_{80},C_{80},D_{80},E_{80}}
SHACAL-1 в настоящее время мало распространен. Его довольно быстро заменил алгоритм SHACAL-2, который часто именуется как просто SHACAL. Существовал так же теоретический SHACAL-0, который был основан на хеш-функции SHA-0 (ранней, позже исправленной версии SHA-1), но он не получил распространения, как собственно и сама хеш-функция SHA-0.

## Реализация алгоритма SHACAL-1
1. Представить шифруемое сообщение в виде 5 32-битных блоков данных: A, B, C, D, E.
2. 80 раз проделать следующее:

{\displaystyle A_{i+1}=K_{i}+(A_{i}<<<5)+f_{i}(B{i},C{i},D{i})+E_{i}+M_{i}mod2^{32}}
{\displaystyle B_{i+1}=A_{i}}
{\displaystyle C_{i+1}=B_{i}<<<30}
{\displaystyle D_{i+1}=C_{i}}
{\displaystyle E_{i+1}=D_{i}}
где:
- {\displaystyle i} — номер раунда (1-79)
- {\displaystyle K_{i}} — фрагмент расширенного ключа для i-го раунда
- {\displaystyle f_{i}} — функция для i-го раунда (см. табл. 1)
- <<< — побитовый циклический сдвиг влево
- {\displaystyle M_{i}} — модифицирующие константы (см. табл. 2)

Таблица 1
| Раунды | Функция                                                              |
| 0-19   | {\displaystyle f(x,y,z)=(x\&y)\mid (x'\&z)}                          |
| 20-39  | {\displaystyle f(x,y,z)=x\oplus y\oplus z}                           |
| 40-59  | {\displaystyle f(x,y,z)=(x\oplus y)\mid (x\oplus z)\mid (y\oplus z)} |
| 60-79  | {\displaystyle f(x,y,z)=x\oplus y\oplus z}                           |

Таблица 2
| Раунды | Значения константы |
| 0-19   | 5A827999           |
| 20-39  | 6ED9EBA1           |
| 40-59  | 8F1BBCDC           |
| 60-79  | CA62C1D6           |

## SHACAL-2
В 2001 году создатели алгоритма SHACAL-1, также в рамках конкурса NESSIE разработали aлгоритм SHACAL-2 основанный на 64 раундах хеш-функции SHA-256 с внутренним состоянием длиной 256 бит.
Исходный ключ размером 512 бит по аналогии с SHACAL-1 делится на 16 частей по 32 бита каждая. Остальные 48 частей вычисляются следующим образом:
{\displaystyle K_{i}=O_{1}(K_{i-2}+K_{i-7}+O_{0}(K_{i-15})+K_{i-16}}
где {\displaystyle O_{0}} и {\displaystyle O_{1}}:
- {\displaystyle O_{0}(x)=(x>>>7)\oplus (x>>>18)\oplus (x>>3)}
- {\displaystyle O_{1}(x)=(x>>>17)\oplus (x>>>19)\oplus (x>>10)}

## Реализация алгоритма SHACAL-2
Алгоритм состоит из 64 раундов преобразований:
{\displaystyle T=H_{i}+S_{1}(E_{i})+Ch(E_{i},F_{i},G_{i})+M_{i}+K_{i}mod2^{32}}
{\displaystyle H_{i+1}=G_{i}}
{\displaystyle G_{i+1}=F_{i}}
{\displaystyle F_{i+1}=E_{i}}
{\displaystyle E_{i+1}=D_{i}+T}
{\displaystyle D_{i+1}=C_{i}}
{\displaystyle C_{i+1}=B_{i}}
{\displaystyle B_{i+1}=A_{i}}
{\displaystyle A_{i+1}=T+S_{0}(A_{i})+Maj(A_{i},B_{i},C_{i})mod2^{32}}
где:
- {\displaystyle S_{0}(x)=(x>>>2)\oplus (x>>>13)\oplus (x>>>22)}
- {\displaystyle S_{1}(x)=(x>>>6)\oplus (x>>>11)\oplus (x>>>25)}
- {\displaystyle Ch(x,y,z)=(x\&y)\oplus (x'\&z)}
- {\displaystyle Maj(x,y,z)=(x\&y)\oplus (x\&z)\oplus (y\&z)}
- >>> — побитовый циклический сдвиг
- {\displaystyle T} — временная переменная
- {\displaystyle M_{i}} — модифицирующие константы при i = 0 — 63 (см. Таблицу 3, константы расположены по порядку)

Таблица 3
| 428a2f98 | 71374491 | b5c0fbcf | e9b5dba5 |
| 3956c25b | 59f111f1 | 923f82a4 | ab1c5ed5 |
| d807aa98 | 12835b01 | 243185be | 550c7dc3 |
| 72be5d74 | 80deb1fe | 9bdc06a7 | c19bf174 |
| e49b69c1 | efbe4786 | 0fc19dc6 | 240calcc |
| 2de92c6f | 4a7484aa | 5cb0a9dc | 76f988da |
| 983e5152 | a831c66d | b00327c8 | bf597fc7 |
| c6e00bf3 | d5a79147 | 06ca6351 | 14292967 |
| 27b70a85 | 2e1b2138 | 4d2c6dfc | 53380d13 |
| 650a7354 | 766a0abb | 81c2c92e | 92722c85 |
| a2bfe8a1 | a81a664b | c24b8b70 | c76c51a3 |
| d192e819 | d6990624 | f40e3585 | 106aa070 |
| 19a4c116 | 1e376c08 | 2748774c | 34b0bcb5 |
| 391c0cb3 | 4ed8aa4a | 5b9cca4f | 682e6ff3 |
| 748f82ee | 78a5636f | 84c87814 | 8cc70208 |
| 90befffa | a4506ceb | bef9a3f7 | c67178f2 |

## Стойкость
Прежде всего, как было отмечено, преимуществом алгоритмов семейства SHACAL была их производительность. Важным моментом является так же простота описания и реализации алгоритмов.
Одним из тезисов безопасности стала архитектура шифра. Теоретически, безопасность алгоритмов SHA-1 и SHA-2 должна обеспечить и устойчивость алгоритмов SHACAL к различным видам атак. В то же время, требования, предъявляемые к хеш-функциям при их разработке, концептуально иные и данный тезис не слишком обоснован. В своей работе Маркку-Юхани Сааринен описал возможные атаки с использованием связанных ключей на алгоритм SHACAL-1.
Относительно устойчивости на конкурсе NESSIE было отмечено отсутствие каких-либо предложений по атаке на SHACAL. Однако, что касается SHACAL-1, ключевое расписание было подвержено критике. В 2002 году Ким Чонсон (Jongsung Kim) предложил дифференциальную атаку на 41 раундах SHACAL-1 с 512-битным ключом. В 2005 году О. Дункельман(O.Dunkelman) представил атаку на связанных ключах для всех 80 раундов SHACAL-1. Годом позднее экспертами был сделан вывод, что в связи с обнаружением коллизий в SHA-1 будут появляться новые атаки на связанных ключах, а криптоаналитики из Кореи предложили атаку методом бумеранга.
После окончания конкурса NESSIE была предложена атака на 42 раунда алгоритма SHACAL-2 c 512-битным ключом, но полнораундовый алгоритм пока не взломан. Следовательно, полнораундовые алгоритмы SHACAL на данный момент можно считать безопасными при условии использования в качестве ключа 512-битного хеша от какой-либо хеш-функции (SHA-512, Whirlpool).